# Юнієл Дортікос
Юнієл Дортікос (ісп. Yuniel Dorticos; 11 березня 1986, Гавана, Куба) — кубинський професійний боксер, чемпіон світу в першій важкій вазі за версією WBA (2017 — 2018), за версією IBF (2019—2020).

## Аматорська кар'єра
Будучи аматором у період з 2005 по 2007 рік тричі ставав срібним призером чемпіонату Куби, програючи у фіналі Юсіелю Наполесу. У 2008 році у півфіналі чемпіонату Куби програв майбутньому олімпійському чемпіону Хуліо Сезару Ла Крузу та став третім. Двічі представляв Кубу в Кубку світу.
Кубок світу 2005
- Переміг Ельнура Кудирова (Азербайджан) — RSC-3
- Переміг Овідіу Черечеса (Румунія) — RSC-2
- Програв Ердосу Жанабергенову (Казахстан) — RSCI-2

Кубок світу 2006
- Переміг Ербола Дутбаєва (Казахстан) — RSC-OS
- Переміг Крістофера Довнса (США) — 39-19
- Переміг Джавіда Тагієва (Азербайджан) — RSC-OS
- Програв Артуру Бетербієву (Росія) — RSC-1

## Професіональна кар'єра
Дортікос залишив Кубу у 2009 році і розпочав професіональну кар'єру у США. Перший бій провів 14 серпня 2009 року. Протягом 2009—2011 років здобув 13 перемог, усі нокаутом. 18 листопада 2011 року в бою проти еквадорця Лівіна Кастілло завоював вакантний титул чемпіона WBC Latino.

#### Бій з Каленгою
У лютому 2016 року Дортікос став обов'язковим претендентом на титул чемпіона світу за версією WBA, який належав на той час росіянину Денису Лебедєву. Але Лебедєв домовився про об'єднавчий бій з чемпіоном IBF Віктором Раміресом, тому WBA санкціонувала бій 20 травня 2016 року у Парижі між Юнієлом Дортікосом і французом конголезького походження Йоурі Каленгою за звання «тимчасового» чемпіона WBA.
Видовищний поєдинок міг закінчитися вже у другому раунді, коли Дортікос потужним аперкотом звалив Каленгу на настил, та француз зумів продовжити бій. Кубинець переважав суперника за рахунок майстерності. У 10 раунді Дортікос затис Каленгу біля канатів і методично завдавав удару за ударом, змусивши рефері зупинити побиття.
Після цієї перемоги Дортікос націлився на бій з «регулярним» чемпіоном WBA Бейбутом Шуменовим, але у квітні 2017 року за тиждень до їхньої зустрічі Шуменов під час підготовки в спарингу зазнав травми ока, через яку був змушений взагалі завершити професіональну кар'єру. Дортікос без бою отримав підвищення до «регулярного» чемпіона WBA.

### World Boxing Super Series 2017—2018
У червні 2017 року Юнієл Дортікос вирішив узяти участь у World Boxing Super Series (укр. Всесвітня боксерська супер серія). Це турнір, який проходить за олімпійською системою, участь у якому беруть 8 боксерів. Окрім Дортікоса, у першому розіграші також взяли участь три чемпіони за іншими версіями: Олександр Усик (WBO), Майріс Брієдіс (WBC) та Мурат Гассієв (IBF). Дортікос був посіяний під 4 номером.

#### Дортікос проти Кудряшова
Після жеребкування стало відомо, що суперником «Доктора КО» Дортікоса (21-0, 20КО) у чвертьфіналі стане російський панчер Дмитро Кудряшов (21-1, 21КО). Бій був запланований на 23 вересня 2017 року на арені «Аламодом» у Сан-Антоніо. Це був перший бій турніру, проведений у США. Під час зважування перед боєм Дортікос важив 90.2 кг, а Кудряшов 91.0 кг, що перевищувало норму першої важкої ваги на 300 грам, однак за 45 хв. російський боксер встиг скинути необхідну вагу.
Перший раунд не був багатим на події. Дортікос працював на дистанції, в той час, коли Кудряшов намагався працювати по корпусу суперника. З початком другого раунду кубинець почав активно проводити комбінації з двох ударів, притиснувши Кудряшова до канатів. Росіянин намагався контатакувати, але безуспішно. Згодом дії перейшли в центр рингу, де діючий чемпіон продовжував успішно атакувати, на що слідували повільні та передбучавані удари Кудряшова. В одному з моментів кубинець провів влучний правий боковий, а Кудряшов спробував відповісти лівим хуком, але промахнувся. Дортікос, побачивши можливість для атаки провів сильний правий прямий, який відправив суперника на канвас. Кудряшов не зумів піднятися до закінчення відрахунку рефері, який зафіксував перемогу кубинця.

#### Дортікос проти Гассієва
Півфінальний поєдинок турніру Юнієл Дортікос — Мурат Гассієв відбувся 3 лютого 2018 року у Адлері, Росія. Боксери боролися за путівку у фінал і за чемпіонські титули за версіями WBA і IBF. Дортікос намагався працювати на дальній дистанції, використовуючи довжину рук, а Гассієв намагався дістати суперника ударами по корпусу. Середина і друга половина бою пройшли за переваги росіянина. У 12 раунді Дортікос двічі побував у нокдауні, а за 16 секунд до закінчення бою Гассієв зумів здобути дострокову перемогу.

### World Boxing Super Series 2018—2020
Всесвітня боксерська суперсерія 2018-19 знов організувала турнір у першій важкій вазі, який розтягся до 2020 року.
У серпні 2018 був оголошений склад учасників і відразу чвертьфінальні пари:
• Майріс Брієдіс (Латвія) — Ноель Гевор (Мікаелян) (Німеччина)
• Юнієл Дортікос (Куба) — Матеуш Мастернак (Польща)
• Кшиштоф Гловацький (Польща) — Максим Власов (Росія)
• Руслан Файфер (Росія) — Ендрю Табіті (США)

#### Дортікос проти Мастернака
20 жовтня 2018 року бій Дортікоса проти Мастернака, що тривав усі 12 раундів, завершився перемогою кубинця одностайним рішенням суддів — 116—112 і двічі 115—113.

#### Дортікос проти Табіті
15 червня 2019 року в'язкий бій, в якому американець побоювався ударів кубинця і тому часто в'язав клінч, завершився брутальним нокаутом Табіті у 10 раунді, коли він все-таки пропустив прямий правий удар Дортікоса точно в щелепу.
Дортікос здобув путівку у фінал турніру і вакантний титул чемпіона IBF.

#### Дортікос проти Брієдіса
Фінал другого сезону Всесвітньої боксерської суперсерії в першій важкій вазі спочатку мав відбутися 21 березня 2020 року в Ризі, але був перенесений через коронавірус, що спалахнув у Китаї, на 16 травня, а потім взагалі відмінений.
9 вересня 2020 року організатори оголосили, що фінал відбудеться 26 вересня в Мюнхені без глядачів. У фіналі боксер з Латвії Майріс Брієдіс переміг Юнієла Дортікоса рішенням більшості. В бою, що тривав усі 12 раундів, Брієдіс діяв більш різноманітно і крім Кубку Алі завоював титул чемпіона світу за версією IBF, що належав Дортікосу.